# Vollenhovia moesta
Vollenhovia moesta är en myrart som först beskrevs av Smith 1863.  Vollenhovia moesta ingår i släktet Vollenhovia och familjen myror. Inga underarter finns listade i Catalogue of Life.